# 金満堤
金 満堤（キム・マンジェ、朝鮮語: 김만제/金滿堤、1934年12月3日 - 2019年1月31日）は、大韓民国の政治家。元副総理兼経済企画院長官、元財務部長官、第16代韓国国会議員を歴任した。

## 生涯
1934年、慶尚北道善山郡にて誕生。本貫は慶州金氏。ミズーリ大学カンザスシティ校大学院にて経済学博士号を取得。経済学を専門とし、西江大学校教授、韓国開発研究院院長を務めた。
全斗煥政権では、国家保衛立法会議議員（1980年）、韓美銀行頭取（1982年-1983年）、財務部長官（1983年-1986年）、副総理兼経済企画院長官（1986年-1987年）を歴任。1992年の大統領選挙では民主自由党の金泳三を支持し、金泳三の経済諮問団長を務めた。
1990年代は主に企業経営に関与し、三星生命保険会長（1991年-1992年）、浦項製鉄会長（1994年-1997年）、韓国鉄鋼協会会長、全国経済人連合会副会長、全国経済人連合会元老諮問議員、国際鉄鋼協会会長を歴任。
2000年、ハンナラ党から国会議員に当選。ハンナラ党政策委員会議長、ハンナラ党李会昌大統領候補の経済特別顧問を務めた。

## 参考資料
- 김만제 - 大韓民国憲政会

| 公職        | 公職                                       | 公職        |
| ----------- | ------------------------------------------ | ----------- |
| 先代 申秉鉉 | 大韓民国経済企画院長官 第30代：1986 - 1987 | 次代 鄭寅用 |
| 先代 姜慶植 | 大韓民国財務部長官 1983 - 1987             | 次代 鄭寅用 |